# 清潭高等學校
淸潭高等學校（韓語：청담고등학교）是一所位於韓國首爾江南區狎鷗亭洞的公立學校。成立於1990年。

## 學校沿革
- 1990年1月20日：取得創立許可（39班）
- 1990年2月2日：高一分班，共13班（男生7班，女生6班）
- 1990年3月1日：首任校長具昌模就職
- 1990年3月3日：舉行首屆新生入學典禮（男生7班，女生6班）
- 1990年5月22日：舉行開校典禮
- 1991年2月28日：第二學年度新增教室完工（20間教室）
- 1991年12月31日：第三學年度新增教室完工（33間教室）
- 1993年2月12日：舉行首屆畢業典禮
- 2012年9月1日：第12任校長朴昌鎬上任
- 2019年2月14日：舉行第27屆畢業典禮（男生145人，女生164人，總計309人，累計畢業生人數為13,017人）
- 2021年3月2日：舉行第32屆新生入學典禮（男生71人，女生98人，總計169人）

## 著名校友
- BLACKPINK─Jennie
- 安孝燮
- Treasure─崔玹碩
- BOYNEXTDOOR─TAESAN
- Stray Kids─方燦、昇玟
- TWICE─志效
- AB6IX─李大輝
- BTOB─辛東根
- CLC─吳承姬
- BAE173─MUZIN
- Weeekly─昭垠
- 朴智敏
- TEMPEST─火朗
- DAY6─Young K
- Fantasy Boys─성민

## 外部連結
- 學校官網 （页面存档备份，存于）